# Giải vô địch bóng đá trong nhà Đông Nam Á 2001
Ngay từ khi bắt đầu giải đấu, Thái Lan  đã sẵn sàng cho danh hiệu.

## Giải vô địch

### Vòng bảng
Năm đội thi đấu với nhau trong ba ngày, với hai đội đứng đầu bảng tiến tới trận chung kết.
| Đội         | ST | T | H | B | BT | BB | Đ  |
| ----------- | -- | - | - | - | -- | -- | -- |
| Thái Lan    | 4  | 4 | 0 | 0 | 50 | 4  | 12 |
| Singapore   | 4  | 2 | 0 | 2 | 8  | 14 | 6  |
| Malaysia    | 4  | 2 | 0 | 2 | 16 | 23 | 6  |
| Brunei      | 4  | 1 | 0 | 3 | 15 | 28 | 3  |
| Philippines | 4  | 1 | 0 | 3 | 16 | 34 | 3  |

### Chung kết
| Thái Lan | 12-1 | Singapore |
| -------- | ---- | --------- |
|          |      |           |

## Nhà vô địch
| ASEAN Futsal Championship 2001 Winners |
| -------------------------------------- |
| · Thái Lan · Lần đầu                   |